# Peyne
La Peyne è un fiume della Francia meridionale che si trova nel dipartimento dell'Hérault, nella regione Occitania, e che sfocia nell’Hérault.

## Etimologia
Il corso d’acqua ha dato il suo nome a Pézènes-les-Mines (da Pedenis, 1187) e Pézénas (da Pedenatis, 990). Probabilmente di origine pre-celtica, la radice ha un significato sconosciuto.

## Geografia
Nasce a monte di Pézènes-les-Mines e si dirige a sud-est. Forma il lac des Olivettes e passa per Vailhan, poi nelle vicinanze di Roujan. Riceve da sinistra le acque della Bayèle prima di attraversare Pézenas e gettarsi nell’Hérault.
Il bacino della Peyne è costituito per il 59,66% da terreni agricoli, per il 35,12% da foreste ed ambienti seminaturali, per il 4,53% da territori antropizzati e per lo 0,48% da superfici d’acqua.